# Centinatura

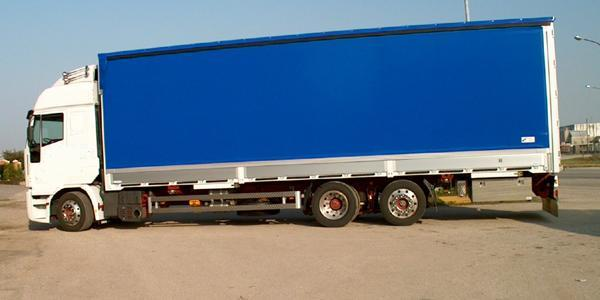
Autocarro di grande portata con centine

La centinatura è uno degli allestimenti più comuni che si possono trovare per autocarri, rimorchi e semirimorchi.
È un sistema utile per coprire, proteggere e celare l'entità del carico trasportato e contemporaneamente un sistema molto flessibile. Il veicolo centinato è infatti semplice da aprire su tutti e tre i lati per il carico e lo scarico della merce con mezzi meccanici (esempio con i carrelli elevatori), grazie all'utilizzo di una gabbia in pezzi smontabili composta da un telaio metallico con barre orizzontali rimovibili in metallo o legno, ricoperta da teli (frequentemente forniti di meccanismi per renderli scorrevoli), spessi e robusti realizzati in materiale plastico. La parte posteriore del mezzo può presentare, in alternativa alla classica centina, delle porte a tutta altezza.
Molti mezzi centinati hanno anche il tetto apribile grazie ad un meccanismo scorrevole, cosa che li rende adatti anche ai carichi dall'alto attraverso gru e carriponte.
Molto spesso il telo stesso viene utilizzato per spazio pubblicitario o come spazio per apporvi il logo della ditta di trasporti proprietaria del mezzo.